# 殿司
殿司（とのもづかさ・とのもりづかさ）は、後宮十二司の1つ。後宮の清掃、輿などの乗り物、灯油・火燭・炭薪などの内部の照明などを掌った。
職員は尚殿（とのものかみ・とのもりのかみ、従六位相当）1名・典殿（とのものすけ・とのもりのすけ、従八位相当）2名・女孺6名で構成されていた。
平安時代中期以後の後宮の再編と十二司の解体に伴い、主殿寮に吸収されて同署より内侍司に対して派遣される形となり、こうした女官は主殿司（とのもづかさ・とのもりづかさ）あるいは主殿女官と呼ばれた。主殿司は12世紀前半には定員が9名であったが、後期には12名であったという。